# فرودگاه سکیو
فرودگاه سکیو (به انگلیسی: Sekiu Airport) یک فرودگاه همگانی بهره‌برداری هوایی است که یک باند فرود آسفالت دارد و طول باند آن 913 متر است. این فرودگاه در کشور ایالات متحده آمریکا قرار دارد و در ارتفاع 108 متری از سطح دریا واقع شده است.